# Meteor (jonglering)
 For alternative betydninger, se Meteor (flertydig). (Se også artikler, som begynder med Meteor)
En meteor er et gammel kinesisk danseredskab som har udviklet sig til et redskab for ilddansere i stil med ild poi og ildstav.
En meteor består typisk af et langt reb eller kæde med kevlarvæge omkring og et abehåndsknob af kevlarvæge for enden. Meteoren svinges i stil med poi men med sine egne unikke egenskaber. Den er sjælden, men det kan være et imponerende syn når en ildkugle på størrelse med en lille bowlingkugle bliver svunget i en kæmpe cirkel.
En meteor kan også være en afart af poi hvor de to kæder/snore er forbundet til hinanden så der er en lang snor (ca. 2 m) med kugler i begge ender, den er sværere at bruge og med færre muligheder for tricks, selvom der er enkelte tricks som man kun kan udføre med en meteor og ikke en normal poi.
| Jonglering | Spire Denne jongleringsartikel er en spire som bør udbygges. Du er velkommen til at hjælpe Wikipedia ved at udvide den. |